# Eutrapela transducens
Eutrapela transducens är en fjärilsart som beskrevs av Walker 1860. Eutrapela transducens ingår i släktet Eutrapela och familjen mätare. Inga underarter finns listade i Catalogue of Life.